# 1855年
1855年（1855 ねん）は、西暦（グレゴリオ暦）による、月曜日から始まる平年。

## 他の紀年法
- 干支：乙卯
- 日本（天保暦）
  - 嘉永7年11月13日 - 嘉永7年11月26日、安政元年11月27日 - 安政2年11月23日
  - 皇紀2515年
- 清
  - 咸豊4年11月13日 - 咸豊5年11月23日
- 朝鮮

  - 李氏朝鮮 : 哲宗6年
  - 檀紀4188年
- 阮朝（ベトナム）
  - 嗣徳8年
- 仏滅紀元：2397年 - 2398年
- イスラム暦：1271年4月11日 - 1272年4月21日
- ユダヤ暦：5615年4月11日 - 5616年4月22日
- 修正ユリウス日(MJD)：-1416 - -1052
- リリウス日(LD)：99425 - 99789

※皇紀は、太陽暦採用と共に1873年に施行された。

※檀紀は、大韓民国で1948年9月25日に法的根拠を与えられたが、1961年年号廃止の法令を制定に伴い、1962年1月1日からは公式な場での使用禁止。

## カレンダー
| 1月 |    |    |    |    |    |    |
| 日  | 月 | 火 | 水 | 木 | 金 | 土 |
|     | 1  | 2  | 3  | 4  | 5  | 6  |
| 7   | 8  | 9  | 10 | 11 | 12 | 13 |
| 14  | 15 | 16 | 17 | 18 | 19 | 20 |
| 21  | 22 | 23 | 24 | 25 | 26 | 27 |
| 28  | 29 | 30 | 31 |    |    |    |
|     |    |    |    |    |    |    |

| 2月 |    |    |    |    |    |    |
| 日  | 月 | 火 | 水 | 木 | 金 | 土 |
|     |    |    |    | 1  | 2  | 3  |
| 4   | 5  | 6  | 7  | 8  | 9  | 10 |
| 11  | 12 | 13 | 14 | 15 | 16 | 17 |
| 18  | 19 | 20 | 21 | 22 | 23 | 24 |
| 25  | 26 | 27 | 28 |    |    |    |
|     |    |    |    |    |    |    |

| 3月 |    |    |    |    |    |    |
| 日  | 月 | 火 | 水 | 木 | 金 | 土 |
|     |    |    |    | 1  | 2  | 3  |
| 4   | 5  | 6  | 7  | 8  | 9  | 10 |
| 11  | 12 | 13 | 14 | 15 | 16 | 17 |
| 18  | 19 | 20 | 21 | 22 | 23 | 24 |
| 25  | 26 | 27 | 28 | 29 | 30 | 31 |
|     |    |    |    |    |    |    |

| 4月 |    |    |    |    |    |    |
| 日  | 月 | 火 | 水 | 木 | 金 | 土 |
| 1   | 2  | 3  | 4  | 5  | 6  | 7  |
| 8   | 9  | 10 | 11 | 12 | 13 | 14 |
| 15  | 16 | 17 | 18 | 19 | 20 | 21 |
| 22  | 23 | 24 | 25 | 26 | 27 | 28 |
| 29  | 30 |    |    |    |    |    |
|     |    |    |    |    |    |    |

| 5月 |    |    |    |    |    |    |
| 日  | 月 | 火 | 水 | 木 | 金 | 土 |
|     |    | 1  | 2  | 3  | 4  | 5  |
| 6   | 7  | 8  | 9  | 10 | 11 | 12 |
| 13  | 14 | 15 | 16 | 17 | 18 | 19 |
| 20  | 21 | 22 | 23 | 24 | 25 | 26 |
| 27  | 28 | 29 | 30 | 31 |    |    |
|     |    |    |    |    |    |    |

| 6月 |    |    |    |    |    |    |
| 日  | 月 | 火 | 水 | 木 | 金 | 土 |
|     |    |    |    |    | 1  | 2  |
| 3   | 4  | 5  | 6  | 7  | 8  | 9  |
| 10  | 11 | 12 | 13 | 14 | 15 | 16 |
| 17  | 18 | 19 | 20 | 21 | 22 | 23 |
| 24  | 25 | 26 | 27 | 28 | 29 | 30 |
|     |    |    |    |    |    |    |

| 7月 |    |    |    |    |    |    |
| 日  | 月 | 火 | 水 | 木 | 金 | 土 |
| 1   | 2  | 3  | 4  | 5  | 6  | 7  |
| 8   | 9  | 10 | 11 | 12 | 13 | 14 |
| 15  | 16 | 17 | 18 | 19 | 20 | 21 |
| 22  | 23 | 24 | 25 | 26 | 27 | 28 |
| 29  | 30 | 31 |    |    |    |    |
|     |    |    |    |    |    |    |

| 8月 |    |    |    |    |    |    |
| 日  | 月 | 火 | 水 | 木 | 金 | 土 |
|     |    |    | 1  | 2  | 3  | 4  |
| 5   | 6  | 7  | 8  | 9  | 10 | 11 |
| 12  | 13 | 14 | 15 | 16 | 17 | 18 |
| 19  | 20 | 21 | 22 | 23 | 24 | 25 |
| 26  | 27 | 28 | 29 | 30 | 31 |    |
|     |    |    |    |    |    |    |

| 9月 |    |    |    |    |    |    |
| 日  | 月 | 火 | 水 | 木 | 金 | 土 |
|     |    |    |    |    |    | 1  |
| 2   | 3  | 4  | 5  | 6  | 7  | 8  |
| 9   | 10 | 11 | 12 | 13 | 14 | 15 |
| 16  | 17 | 18 | 19 | 20 | 21 | 22 |
| 23  | 24 | 25 | 26 | 27 | 28 | 29 |
| 30  |    |    |    |    |    |    |
|     |    |    |    |    |    |    |

| 10月 |    |    |    |    |    |    |
| 日   | 月 | 火 | 水 | 木 | 金 | 土 |
|      | 1  | 2  | 3  | 4  | 5  | 6  |
| 7    | 8  | 9  | 10 | 11 | 12 | 13 |
| 14   | 15 | 16 | 17 | 18 | 19 | 20 |
| 21   | 22 | 23 | 24 | 25 | 26 | 27 |
| 28   | 29 | 30 | 31 |    |    |    |
|      |    |    |    |    |    |    |

| 11月 |    |    |    |    |    |    |
| 日   | 月 | 火 | 水 | 木 | 金 | 土 |
|      |    |    |    | 1  | 2  | 3  |
| 4    | 5  | 6  | 7  | 8  | 9  | 10 |
| 11   | 12 | 13 | 14 | 15 | 16 | 17 |
| 18   | 19 | 20 | 21 | 22 | 23 | 24 |
| 25   | 26 | 27 | 28 | 29 | 30 |    |
|      |    |    |    |    |    |    |

| 12月 |    |    |    |    |    |    |
| 日   | 月 | 火 | 水 | 木 | 金 | 土 |
|      |    |    |    |    |    | 1  |
| 2    | 3  | 4  | 5  | 6  | 7  | 8  |
| 9    | 10 | 11 | 12 | 13 | 14 | 15 |
| 16   | 17 | 18 | 19 | 20 | 21 | 22 |
| 23   | 24 | 25 | 26 | 27 | 28 | 29 |
| 30   | 31 |    |    |    |    |    |
|      |    |    |    |    |    |    |

## できごと
- 1月15日（安政元年11月27日） - 日本の元号が安政に替わる
- 1月19日（安政元年12月2日）- エフィム・プチャーチンのロシア軍艦ディアナ号、下田沖にて沈没（その後戸田村にて新船ヘダ号建造される）
- 1月29日 - イギリス議会で野党提出のクリミア戦争状況調査委員会設置動議が可決、アバディーン伯爵内閣総辞職不可避に。
- 2月7日（安政元年12月21日） - 日露和親条約調印
- 2月8日 - イギリスで第1次パーマストン子爵内閣（ホイッグ党・ピール派・急進派（英語版）連立政権）成立
- 3月18日（安政2年2月1日） - 飛騨地震
- 3月21日（安政2年2月4日） - 薩摩藩建造の洋式軍艦昇平丸江戸品川に来航（その後幕府に献上）。
- 4月19日（安政2年3月3日） - 幕府より梵鐘を壊し大砲鋳造を命じる「毀鐘鋳砲の勅諚」発令
- 5月15日 - 第1回パリ万国博覧会が開催される（〜11月15日）
- 7月21日（安政2年6月8日）- オランダより幕府へ軍艦が献上され、観光丸と命名
- 8月1日 - 清国で、黄河の堤防決壊により、咸豊黄河大改道が発生。
- 9月10日（安政2年7月29日）- 矢田堀鴻、勝海舟、汽船運転伝習の命を受ける（のち長崎海軍伝習所）
- 9月、クリミア戦争・セヴァストポリ包囲戦でロシア軍のセヴァストポリ要塞が陥落
- 11月11日（安政2年10月2日） - 安政江戸地震
- 11月18日（安政2年10月9日） - 堀田正睦首席老中になる。

## 誕生
- 1月3日（嘉永7年11月15日） - 岡部長職 - 和泉岸和田藩の第13代（最後）の藩主・政治家・外交官（＋1925年）
- 2月11日 - エーリック・ヴァーレンショルド、画家（+ 1938年）
- 2月14日 - フセーヴォロド・ガルシン、ロシアの小説家（+ 1888年）
- 2月19日（安政2年1月3日）- 西ノ海嘉治郎 (初代)、大相撲第16代横綱（+ 1908年）
- 2月23日 - モーリス・ブルームフィールド、言語学者（+ 1928年）
- 3月1日 - ポール・ハインズ、メジャーリーガー（+ 1935年）
- 3月13日 - パーシヴァル・ローウェル、天文学者（+ 1916年）
- 3月17日（安政2年1月29日） - 菊池大麓、数学者・文部官僚（+ 1917年）
- 3月19日 - デイヴィッド・ペック・トッド、天文学者（+ 1939年）
- 3月21日 - エミール・ヴェルハーレン、詩人・劇作家（+ 1916年）
- 3月24日 - アンドリュー・メロン、銀行家・実業家（+ 1937年）
- 4月1日（安政2年2月15日） - 大井玄洞、生薬学という用語を創出した薬学者（+1930年）
- 4月19日（安政2年3月3日） - 杉浦重剛、教育者・思想家（+ 1924年）
- 4月21日 - ハーディ・リチャードソン、メジャーリーガー（+ 1931年）
- 5月9日 - フランソワ・ポンポン、彫刻家（+ 1933年）
- 5月27日（安政2年4月12日） - 頭山満、政治活動家（+ 1944年）
- 6月4日（安政2年4月20日） - 犬養毅、ジャーナリスト・第29代内閣総理大臣（+ 1932年）
- 6月12日（安政2年4月29日） - 田口卯吉、経済学者・歴史家（+ 1905年）
- 7月11日 - カール・ヌードストローム、画家（+ 1923年）
- 7月26日 - フェルディナント・テンニース、社会学者（+ 1936年）
- 8月30日 - イーヴリン・ド・モーガン、画家（+ 1919年）
- 9月30日（安政2年8月20日） - 末松謙澄、政治家（+ 1920年）
- 10月13日 - エドゥアルト・フレーゲル、商人・探検家（+ 1886年）
- 10月26日（安政2年9月16日） - 小村壽太郎、外交官・政治家（+ 1911年）
- 11月4日（安政2年9月25日） - 寺尾寿、天文学者・数学者（+ 1923年）

### 日付不詳
- 饗庭篁村
- 芥川清五郎
- ジョージ・アダムズ
- グイド・アドラー
- 新井領一郎
- 荒木三郎
- エリス・アリエフ
- 安藤政次郎
- インノケンティー・アンネンスキー
- 井口省吾
- 池上三郎
- 池田正介
- 石川成之
- 石黒五十二
- 石塚重平
- 石原彦太郎
- 井島茂作
- 市川段四郎
- 一瀬勇三郎
- 一戸兵衛
- 伊藤修
- 伊藤喜十郎
- 伊東祐帰
- 稲田邦植
- 稲田秀太郎
- 今泉みね
- 岩川友太郎
- ハヌシュ・ヴィハーン
- 植場平
- 歌川国松
- トマス・マキノン・ウッド
- 大石正巳
- 正親町実正
- 大河内輝剛
- 奥平昌邁
- 鬼ヶ谷才治
- 小里頼永
- ハンス・フリードリヒ・ガイテル
- 賀古鶴所
- 加藤泰久
- 神尾光臣
- 上條謹一郎
- 河合日辰
- 川上親晴
- 川崎幾三郎
- 川本永守
- 姜宇奎
- 菊池常三郎
- 吉川経健
- 木下寿徳
- 木村敷秀
- 桐原捨三
- ウラジーミル・ギリャロフスキー
- 久保田鼎
- ドゥガルド・クリスティー
- カール・グルンスキー
- ネッド・ケリー
- 小泉正保
- 五姓田義松
- 小林有也
- 西郷吉義
- 斉藤斐
- 櫻井ちか
- 笹川みす
- 佐々木正蔵
- 佐々木政吉
- 佐々田懋
- レイモン・サレイユ
- ギュスターヴ・ジェフロワ
- 島津忠済
- ジェームズ・S・シャーマン
- 釈迦ヶ嶽清一郎
- フリッツ・シュタインバッハ
- カール・ヨーゼフ・シュレーター
- 徐世昌
- エルネスト・ショーソン
- キング・キャンプ・ジレット
- マルガレーテ・ジンドルフ
- 末岡精一
- 末延道成
- 杉山保次郎
- 鈴木藤三郎
- クロード・ボーズ＝ライアン
- エドワード・ストロベル
- フェルディナント・グラフ・スピー
- 住田善平
- 関谷清景
- 仙波太郎
- ゾフィー・フォン・エスターライヒ
- 鷹司煕通
- 高橋健三
- 建部政世
- 田中穂積
- 田沼意斉
- 田原良純
- ヒューストン・ステュアート・チェンバレン
- 陳熾
- 津田三蔵
- レオン・ティスラン・ド・ボール
- レフ・デイチ
- ユージン・V・デブス
- 寺尾寿
- 寺原長輝
- 田健治郎
- 東條英教
- 戸川安宅
- 土宜法龍
- 徳川篤敬
- 徳永里朝
- 虎林虎吉
- ドミトリー・トレポフ
- 中井木菟麻呂
- 中川源造
- 中根鳳次郎
- 永野万蔵
- 中村恭平
- 中村精男
- 中村弥六
- 奈須川光宝
- 鍋島榮子
- 成田才次郎
- 南部利恭
- 新妻駒五郎
- アルトゥル・ニキシュ
- 錦織剛清
- 西村精一
- 猫又三吉
- 二代目野村芳国
- ポール・ハインズ
- エーミール・パウア
- アクセル・パウルゼン
- フレデリック・オーペン・バウワー
- 橋本久太郎
- ジョヴァンニ・パスコリ
- 長谷川謹介
- 長谷川藤次郎
- フランク・ハドー
- 浜名信平
- アウグスト・パル
- 阪正臣
- 久松勝慈
- 平島松尾
- テオドリク・ファレトン
- 黄玹
- 藤尾録郎
- フリードリヒ・フェルディナント
- デヴィッド・ブルース
- ウォーカー・ブレイン
- フランク・F・フレッチャー
- コンラット・ユリウス・ブレット
- ジョン・ブローニング
- アレクサンドル・ベゾブラーゾフ
- フリードリヒ・ヨハン・カール・ベッケ
- ヨーゼフ・ヘルメスベルガー2世
- ウィリアム・シェパード・ベンソン
- チャールズ・バーノン・ボーイズ
- マックス・ポール
- リチャード・ホジソン
- ウジェーヌ・ボック
- 穂積陳重
- アレクセイ・ポリワノフ
- エドウィン・ホール
- モード・ヴァレリー・ホワイト
- フランソワ・ボンヌ
- エドゥアルト・マイヤー
- 前田慧雲
- ジョン・ミュアヘッド・マクファーレン
- 松沢求策
- 松平忠敬
- 松平喜徳
- 松平義生
- 松本節造
- マリア・テレサ・フォン・ポルトゥガル
- マリーア・ルイーザ・ディ・ボルボーネ＝ドゥエ・シチリエ
- マリー・フォン・プロイセン
- エリノア・マルクス
- 丸山芳介
- ジヴォイン・ミシッチ
- 三須宗太郎
- 溝口直正
- イヴァン・ミチューリン
- 薬袋義一
- 三升亭小勝
- 宮崎道三郎
- 宮崎夢柳
- オスカル・フォン・ミラー
- ムクワワ
- アーノルド・メンデルスゾーン
- ウラジーミル・モオロ
- 森懋
- 門奈正
- 山崎治祇
- 山田彦八
- 山田又七
- 横井玉子
- ロバート・M・ラフォレット・シニア
- ヨーゼフ・ラング
- 李経方
- ハンナ・リデル
- ヘンリー・ニコラス・リドリー
- オットー・リーマン・フォン・ザンデルス
- アナトーリ・リャードフ
- 柳亭左龍
- フセヴォロド・ルードネフ
- レオポルト・フォン・アンハルト
- ユリウス・レントゲン
- ジョン・ホランド・ローズ
- ロベール・ド・モンテスキュー
- ロバート・アレン・ロルフェ
- 渡辺譲

## 死去
- 1月2日（嘉永7年11月14日） - 源清麿、刀工（* 1813年）
- 1月5日 - ポラック・ミハーリ、建築家（* 1773年）
- 1月26日 - ジェラール・ド・ネルヴァル、フランスのロマン主義詩人（* 1808年）
- 2月23日 - カール・フリードリヒ・ガウス、ドイツの数学者・天文学者（* 1777年）
- 3月2日 - ニコライ1世、ロシア皇帝（* 1796年）
- 3月14日（安政2年1月16日） - 江川英龍、幕臣、伊豆韮山代官・砲術家（* 1801年）
- 3月21日（安政2年2月4日） - 岡部長発、和泉岸和田藩の第11代藩主（* 1834年）
- 3月31日 - シャーロット・ブロンテ、イギリスの小説家、ブロンテ3姉妹の長姉、『ジェーン・エア』著者（*1816年）
- 4月15日（安政2年2月29日） - 遠山景元、江戸北町奉行、南町奉行、遠山の金さんのモデル（* 1793年）
- 7月9日（安政2年5月25日） - 村田清風、長州藩士（家老）（*1783年）
- 7月9日（安政2年5月25日） - 仁阿弥道八、京焼の陶工（*1783年）
- 8月5日（安政2年6月23日） - 色川三中、国学者（*1801年）
- 11月11日 - セーレン・キェルケゴール、デンマークの哲学者（*1813年）
- 11月11日（安政2年10月2日） - 藤田東湖、水戸藩士・儒学者（* 1806年）
- 11月13日（安政2年10月4日） - 本居内遠、国学者（* 1792年）
- 11月26日 - アダム・ミツキェヴィチ、ポーランドのロマン派詩人・政治活動家（*1798年）